# Curtiss SBC Helldiver
Curtiss SBC Helldiver là một loại máy bay ném bom trinh sát hai chỗ do tập đoàn Curtiss-Wright chế tạo. Nó là máy bay hai tầng cánh quân sự cuối cùng được Hải quân Hoa Kỳ mua. Hải quân Hoa Kỳ tiếp nhận năm 1937, đến khi Chiến tranh thế giới II nổ ra nó đã trở nên lỗi thời và không còn tham chiến với các máy bay của phe trục nữa.

## Biến thể

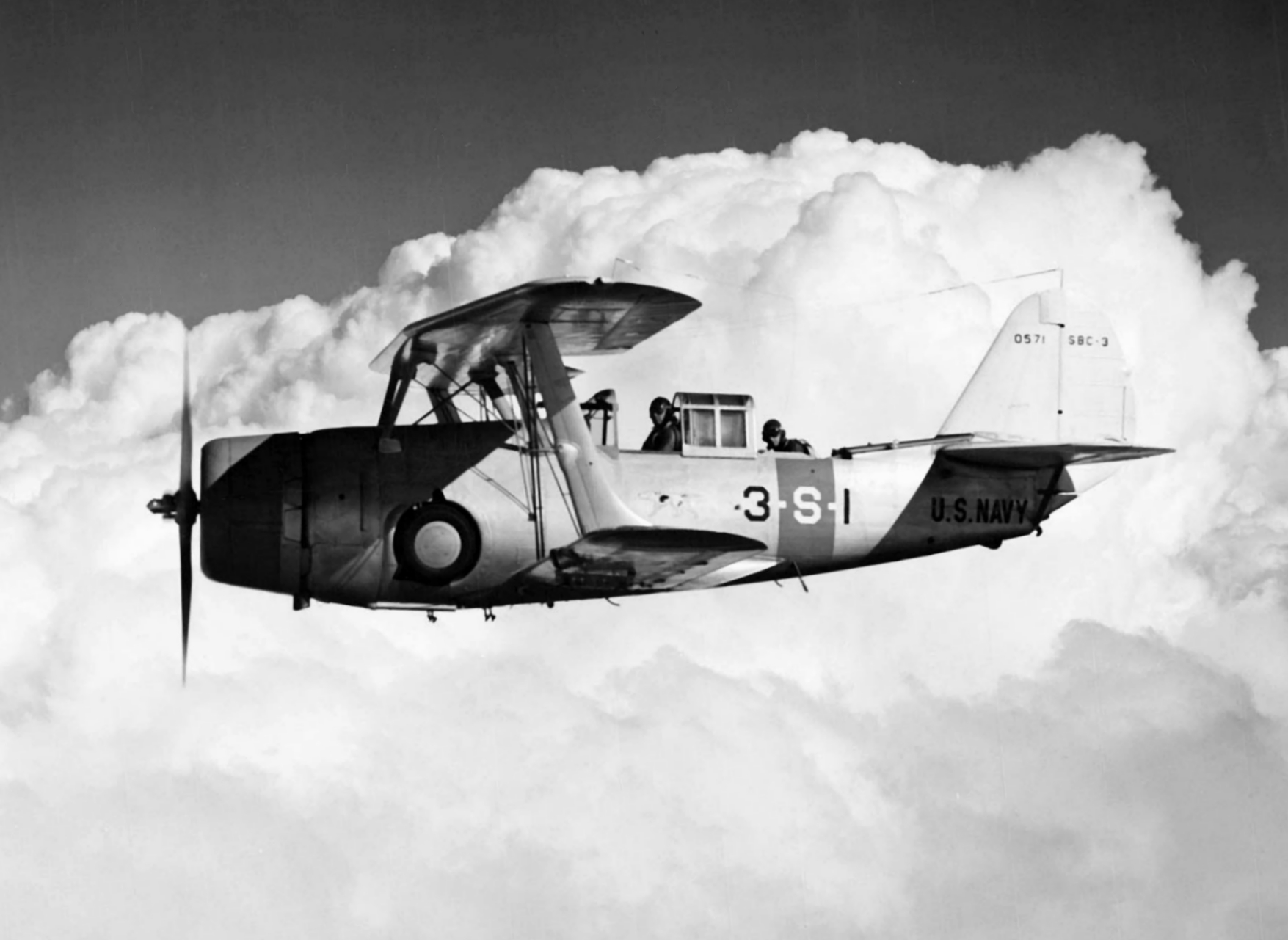
SBC-3 thuộc VS-3 CO, trang bị trên tàu sân bay, 1939.

XF12C-1
Mẫu thử máy bay tiêm kích, dùng động cơ 625 hp (466 kW) R-1510-92; 1 chiếc, sau hoán cải sang chuẩn XS4C-1.
XS4C-1
Mẫu thử trinh sát, sau đó chuyển lại thành XSBC-1.
XSBC-1
Mẫu thử định danh lại từ XS4C-1, lắp động cơ R-1820-80.
XSBC-2
Định danh lại dựa trên XSBC-1, lắp động cơ 700 hp (520 kW) XR-1510-12; 1 chiếc.
XSBC-3
XSBC-2 lắp động cơ 750 hp (560 kW) R-1535-82.
SBC-3
Biến thể sản xuất với động cơ 825 hp (615 kW) R-1534-94; 83 chiếc.
XSBC-4
SBC-3 lắp động cơ 950 hp (710 kW) R-1820-22; 1 chiếc hoán cải.
SBC-4
Biến thể sản xuất với động cơ 950 hp R-1820-34; 174 chiếc, gồm 50 chiếc chuyển cho hải quân Pháp.
Cleveland I
Định danh của Anh cho 4 chiếc SBC-4.

## Quốc gia sử dụng
Pháp
- Hải quân Pháp

 Anh Quốc
- Không quân Hoàng gia

 Hoa Kỳ
- Thủy quân Lục chiến Hoa Kỳ
- Hải quân Hoa Kỳ

## Tính năng kỹ chiến thuật (SBC-4)
Dữ liệu lấy từ Curtiss Aircraft 1907–1947
Đặc điểm tổng quát
- Kíp lái: 2
- Chiều dài: 28 ft 1⅝ in (8,57 m)
- Sải cánh: 34 ft 0 in (10,36 m)
- Chiều cao: 10 ft 5 in (3,17 m)
- Diện tích cánh: 317 ft² (29,4 m²)
- Trọng lượng rỗng: 4.552 lb (2.065 kg)
- Trọng lượng có tải: 7.080 lb (3.211 kg)
- Trọng lượng cất cánh tối đa: 7.632 lb[7] (3.462 kg)
- Động cơ: 1 × Wright R-1820-34, 850 hp (634 kW)

 Hiệu suất bay 
- Vận tốc cực đại: 234 mph (203 knot, 377 km/h) trên độ cao 15.200 ft (4.600 m)
- Vận tốc hành trình: 175 mph (152 knot, 282 km/h)
- Tầm bay: 405 mi (352 nmi, 652 km)
- Trần bay: 24.000 ft (7.320 m)
- Vận tốc lên cao: 1.630 ft/phút (8,28 m/s)

Trang bị vũ khí

- Súng:
- 2 × súng máy M1919 Browning 0.30 in (7,62 mm)
- Bom: 1.000 lb (450 kg)